# Daniel Kajmakoski
Daniel Kajmakoski   (Struga, 17 d'octubre de 1983) (en macedònic Даниел Кајмакоски) és un cantant pop macedoni que va representar el seu país al Festival d'Eurovisió el 2015 a Viena (Àustria). Ha estat el guanyador de l'edició macedònia d'X Factor. El reality en la seva versió macedònia reuneix quatre països balcànics: Bòsnia i Hercegovina, Macedònia del Nord, Montenegro i Sèrbia. Al Festival d'Eurovisió va representar el seu país amb la cançó "Autumn Leaves" ("Fulles de Tardor") després de guanyar el Festival de Skopje 2014.